# Araya Rasdjarmrearnsook
Araya Rasdjarmrearnsook (Trat, 1957) es una artista tailandesa que trabaja principalmente en cine y vídeo. Actualmente vive en Chiang Mai, Tailandia.

## Trayectoria
Se licenció en Bellas Artes en la Universidad de Silpakorn, Bangkok en 1986, y en Hochschule für Bildende Künste Braunschweig en Alemania.
Representó a su país en la 51.ª Bienal de Venecia (2005), y expuso en la dOCUMENTA (13) de Kassel, (2012). En enero de 2015 se inauguró su primera retrospectiva en Estados Unidos en el Sculpture Center de Nueva York.
Rasdjarmrearnsook experimentó con el grabado en huecograbado y las instalaciones escultóricas durante las décadas de 1980 y 1990, antes de comenzar a centrarse en el cine y el video.
Se ha interpretado que varias de sus primeras instalaciones escultóricas tratan de la situación de la mujer en la sociedad tailandesa. En Isolated Hands (1992) y Departure of Thai Country Girls (1995), las partes desmembradas de cuerpos de mujeres se presentan de forma aislada; en el primero, un par de manos descansan sobre un plato de agua, y en el segundo, un par de piernas invertidas se alinean en un bote de madera. En Isolated Moral Female Object  in a Relationship with a Male Bird II (1995), la cabeza de una mujer aislada se asoma a través de un marco circular que contiene una imagen del cielo, mientras que un pájaro escultural vuela libremente a través del marco.
A finales de los años 1990 y 2000, Rasdjarmrearnsook incluyó los rituales de los muertos en su práctica artística. Creó una serie de trabajos en video relacionados con cadáveres humanos. Este trabajo la llevó a filmar sus propios rituales con  muertos en las morgues, en colaboración con la comunidad médica. Este proceso incluye obras como A Walk (1996, 2003), Reading for Corpses, (2002), Chant for Female Corpse (2001, 2002), Sudsiri y Araya (2002), I'm Living (2003), Wind Princess, White Birds (2006), la serie Conversation (2005) y la serie The Class (2005). En The Class (2005), por ejemplo, imparte una lección a  seis cadáveres que están alineados en una morgue.
Un indicador de la importancia de reflejar la experiencia autobiográfica y colectiva en su trabajo es el hecho de incluir las fechas de la muerte de sus padres y abuela en su curriculum vitae.
En su serie Two Planets (2008) y Village and Elsewhere (2011), Rasdjarmrearnsook analizó las interacciones entre los espectadores y las obras de arte al colocar reproducciones de pinturas occidentales icónicas en áreas rurales de Tailandia. En Two Planets (2007-08), a un grupo de lugareños en un campo tailandés se les presentan reproducciones de pinturas europeas del siglo XIX. Se sientan de espaldas a la cámara y sus reflexiones espontáneas, se ven subtituladas en inglés.
Rasdjarmrearnsook es conocida por su escritura y por su arte visual. La artista ha dicho: "Escribo y hago arte visual para mi supervivencia espiritual. Ambos me ayudan a abordar estados mentales que no puedo alcanzar en la vida real. La diferencia entre escribir y hacer arte es una cuestión de proceso, tiempo y la forma en que ambos llegan a los espectadores y lectores".

### Exposiciones individuales[13]
- SculptureCenter, Nueva York (2015)
- National Gallery, Bangkok (1987, 1992, 1994, 1995 y 2002)
- Tensta Konsthall, Estocolmo (2003)
- Bass Museum of Art, Miami Beach (2012)
- Walters Art Museum, Baltimore (2012)

### Exposiciones colectivas
- 2012 dOCUMENTA (13), Kassel
- 2012 Phantoms of Asia, San Francisco, Estados Unidos
- 2010 Bienal de Sídney 17, Sídney, Australia
- 2006 Bienal de Gwangju, Gwangju, Corea del Sur
- 2005 Bienal de Venecia 51, Venecia, Italia
- 2004 Carnegie International, Pittsburgh, Estados Unidos
- 2003 8.a Bienal de Estambul, Estambul, Turquía
- 1995 1.a Bienal de Johannesburgo, Johannesburgo, Sudáfrica